# Sadok Chaâbane
Sadok Chaâbane (arabe : الصادق شعبان), né le 23 février 1950 à Sfax, est un homme politique tunisien.

## Biographie

### Formation

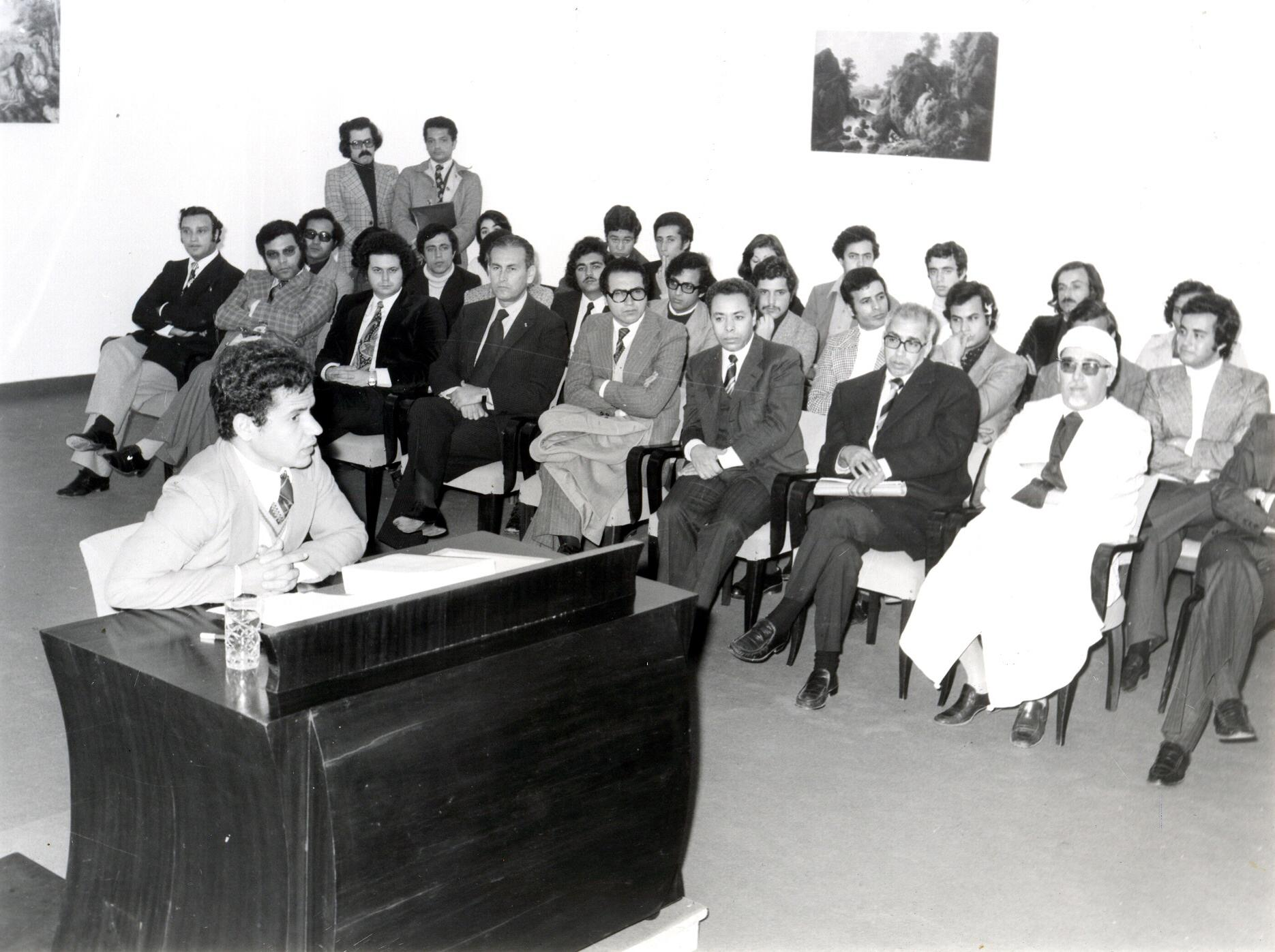
Soutenance de son doctorat d'État

Titulaire du baccalauréat en 1967, il enseigne dès 1973 en tant qu'assistant à la faculté de droit et des sciences politiques de Tunis.
Il obtient un doctorat d'État en droit public et en sciences politiques en 1975. En 1980, il est agrégé dans les mêmes spécialités et devient maître de conférences puis, en 1984, professeur.

### Carrière de ministre
En août 1988, il est nommé secrétaire permanent chargé des études au Rassemblement constitutionnel démocratique (RCD), le parti au pouvoir.
Le 11 avril 1989, il devient secrétaire d'État à l'Enseignement supérieur et la Recherche scientifique. Le 15 septembre 1990, il est nommé conseiller principal auprès du président de la République tunisienne chargé des affaires politiques avant d'accéder, le 20 février 1991, aux fonctions de secrétaire d'État auprès du Premier ministre chargé de la recherche scientifique. Le 20 juin de la même année, il devient conseiller principal auprès du président de la République chargé des droits de l'homme.
Le 9 juin 1992, il occupe son premier poste ministériel, le ministère de la Justice, qu'il occupe jusqu'au 22 janvier 1997. Le 22 février de la même année, il est nommé ministre-conseiller auprès du président de la République chargé de l'Institut tunisien des études stratégiques. Par ailleurs, le président Zine el-Abidine Ben Ali le charge en 1999 de la coordination de sa campagne électorale pour l'élection présidentielle. Une fois réélu, le président de la République le nomme, le 17 novembre 1999, comme ministre de l'Enseignement supérieur puis, le 4 septembre 2002, ministre de l'Enseignement supérieur, de la Recherche scientifique et de la Technologie. Le 18 novembre 2004, Chaâbane est à nouveau nommé ministre-conseiller auprès du président de la République, à nouveau chargé de l'Institut tunisien des études stratégiques.

### Sortie du gouvernement
Le 22 mars 2007, il est nommé président du Conseil économique et social, en remplacement de Dali Jazi mort le 9 mars, poste dont il démissionne le 22 février 2011. Membre du comité central du RCD à partir de 1988, il est aussi membre du bureau politique du parti une première fois. Le 6 septembre 2002, il est désigné à nouveau comme membre du bureau politique du RCD, qu'il quitte le 11 novembre 2004. Une plainte est déposée contre lui le 6 mai 2011 pour abus de pouvoir et détournements de biens publics.
En 2008, année placée sous le signe de la jeunesse par le président Ben Ali, celui-ci lui confie la préparation du dialogue organisé à cette occasion.
Sadok Chaâbane est aussi membre fondateur et président du Club Hannibal depuis 1993. Lauréat du prix présidentiel, il est décoré du grand cordon de l'Ordre de la République et du grand cordon de l'Ordre du 7-Novembre.
Il est marié et père de trois enfants.

## Publications
- Le droit des organisations internationales (1985), réédité en 2006 ;
- (ar) Ben Ali et la voie pluraliste en Tunisie (1995), traduit en français, anglais et russe ;
- (ar) Retour d'Hannibal (1997), traduit en anglais (2005) et en français (2006) ;
- (ar) Fin de la géographie et retour de l'histoire. La Tunisie face à la globalisation (1998), traduit en français sous le titre Les défis de Ben Ali ;
- (ar) Ben Ali : bâtir une démocratie. De la lutte des croyances à la compétition des programmes (2005), traduit en français (2005) et en anglais (2006) ;
- (ar) Le système politique tunisien (2006), traduit en français.